# Elección presidencial de la República Checa de 2018
La elección presidencial de la República Checa de 2018 se llevó a cabo del 12 al 13 de enero de 2018. Dado que ningún candidato ganó la mayoría absoluta, se celebrará una segunda vuelta electoral entre los dos candidatos principales, Miloš Zeman y Jiří Drahoš, los días 26 y 27 de enero de 2018. El presidente es elegido directamente en la República Checa desde 2012.
En la segunda ronda, Miloš Zeman derrotó por estrecho margen a Drahoš y fue reelegido para un segundo mandato en el cargo.

## Elección de los candidatos
Un candidato en la elección presidencial puede ser parte de la votación checa si es capaz de obtener 50.000 firmas de ciudadanos checos, o el patrocinio de 20 diputados o 10 senadores. Las firmas y los patrocinios deben presentarse 66 días antes de la elección.
Hasta ahora, para la elección se han registrado 11 candidatos, de los cuales solo 9 fueron confirmados por el Ministerio del Interior, siendo:
| Candidato               | Quórum      | Partido        | Ocupación                                           |
| ----------------------- | ----------- | -------------- | --------------------------------------------------- |
| Mirek Topolánek         | 10 (S)      | Independientea | Ex primer ministro, gerente                         |
| Michal Horáček          | 86,940 (F)  | Independiente  | Emprendedor, poeta, periodista y antrópologo social |
| Pavel Fischer           | 17 (S)      | Independiente  | Exembajador de Francia, tutor, diplomático          |
| Jiří Hynek              | 29 (D)      | REAL           | Gerente                                             |
| Petr Hannig             | 26 (D)      | Rozumní        | Productor, presidente del Partido del Sentido Común |
| Vratislav Kulhánek      | 24 (D)      | ODA            | Exgerente de Škoda, empresario                      |
| Miloš Zeman             | 103,817 (F) | SPO            | Presidente de la República, economista              |
| Marek Hilšer            | 11 (S)      | Independiente  | Médico, pedagogo universitario                      |
| Jiří Drahoš             | 141,234 (F) | Independienteb | Presidente de la Academia de Ciencias, fisioquímico |
| Ministerio del Interior |             |                |                                                     |

Notas
a Topolánek no es apoyado por el Partido Democrático Cívico, aunque el partido declaró que «Topolánek es un candidato que puede combatir presidente actual, Miloš Zeman».

b Apoyado por los partidos KDU-ČSL y STAN.

## Resultados definitivos de la elección
En los resultados de la primera vuelta, Miloš Zeman logró imponerse con un 38,57 % de los votos, seguido de Jiří Drahoš que obtuvo el 26,60 % de la votación, y, con ello, ambos participan para la segunda vuelta. Zeman tuvo más éxito en las zonas rurales, mientras el apoyo a Drahoš provino de los ciudades grandes y de los votantes extranjeros. Zeman consigo la victoria en los 13 regiones, mientras Drahoš ganó solo en la capital, Praga.
Después la elección, los excandidatos expresaron su apoyo a los que habían pasado a la segunda vuelta. Fischer, Horáček, Hilšer, Topolánek y Kulhánek van a apoyar Jiří Drahoš, mientras Hannig va a apoyar Miloš Zeman. Jiří Hynek declaró, que va a analizar los candidatos y que va decidir justo antes la segunda vuelta.
| Elección 1ª vuelta                        | Elección 1ª vuelta | Elección 1ª vuelta | 2ª vuelta | 2ª vuelta |
| Candidato                                 | Votos              | %                  | Votos     | %         |
| ----------------------------------------- | ------------------ | ------------------ | --------- | --------- |
| Miloš Zeman                               | 1 985 547          | 38,57              | 2 853 390 | 51,36     |
| Jiří Drahoš                               | 1 369 601          | 26,60              | 2 701 206 | 48,63     |
| Pavel Fischer                             | 526 694            | 10,23              | X         | X         |
| Michal Horáček                            | 472 643            | 9,18               | X         | X         |
| Marek Hilšer                              | 454 949            | 8,83               | X         | X         |
| Mirek Topolánek                           | 221 689            | 4,30               | X         | X         |
| Jiří Hynek                                | 63 348             | 1,23               | X         | X         |
| Petr Hannig                               | 29 228             | 0,56               | X         | X         |
| Vratislav Kulhánek                        | 24 442             | 0,47               | X         | X         |
| Votos Nulos                               | 29 097             | —                  | 13 031    | —         |
| Votación Total                            | 5 180 290          | 100,00             | 5 567 627 | 100,00    |
| Padrón Electoral                          | 8 366 433          | 61,92              | 8 363 002 | 66,60     |
| Fuente: Oficina estadística (Definitivos) |                    |                    |           |           |